# YahSat 1B
O YahSat 1B (Y1B) é um satélite de comunicação geoestacionário construído pela EADS Astrium, ele está localizado na posição orbital de 47,5 graus de longitude leste e é operado pela Al Yah Satellite Communications. O satélite foi baseado na plataforma Eurostar-3000 e sua expectativa de vida útil é de 15 anos.

## Lançamento
O satélite foi lançado com sucesso ao espaço no dia 23 de abril de 2012, às 22:18 UTC, por meio de um veículo Proton-M/Briz-M a partir do Cosmódromo de Baikonur, no Cazaquistão. Ele tinha uma massa de lançamento de 6 100 kg.

## Capacidade e cobertura
O YahSat 1B é equipado com 46 transponders em banda Ka, 60 feixes pontuais para fornecer serviços a clientes governamentais e comerciais no Oriente Médio, África, Europa e Sudeste Asiático.